# Philip Oakey
Philip Oakey (Hinckley, 2 de octubre de 1955) es un cantante y compositor inglés, conocido por ser el vocalista principal del grupo The Human League.

## Primeros años
Oakey nació el 2 de octubre de 1955 en Hinckley, Leicestershire. Su padre trabajaba para la Oficina General de Correos y cambiaba de lugar de trabajo con regularidad: la familia se mudó a Coventry cuando Oakey era un bebé, a Leeds cuando tenía cinco años y a Birmingham cuando tenía nueve. Asistió a la escuela primaria Catherine-de-Barnes cerca de Solihull y ganó una beca para la escuela independiente de esa ciudad. Se instaló en Sheffield cuando tenía catorce años, donde estudió en la escuela King Edward VII. A  los 18 años abandonó sus estudios, sin terminar los exámenes, y pasó por varios trabajos ocasionales, como vendedor en una librería universitaria y como portero en el Thornbury Annex Hospital en Sheffield. Estuvo casado brevemente con su novia, a quien conoció en la escuela, pero el matrimonio no duró mucho y se divorciaron en 1980.

## Entrada a la música

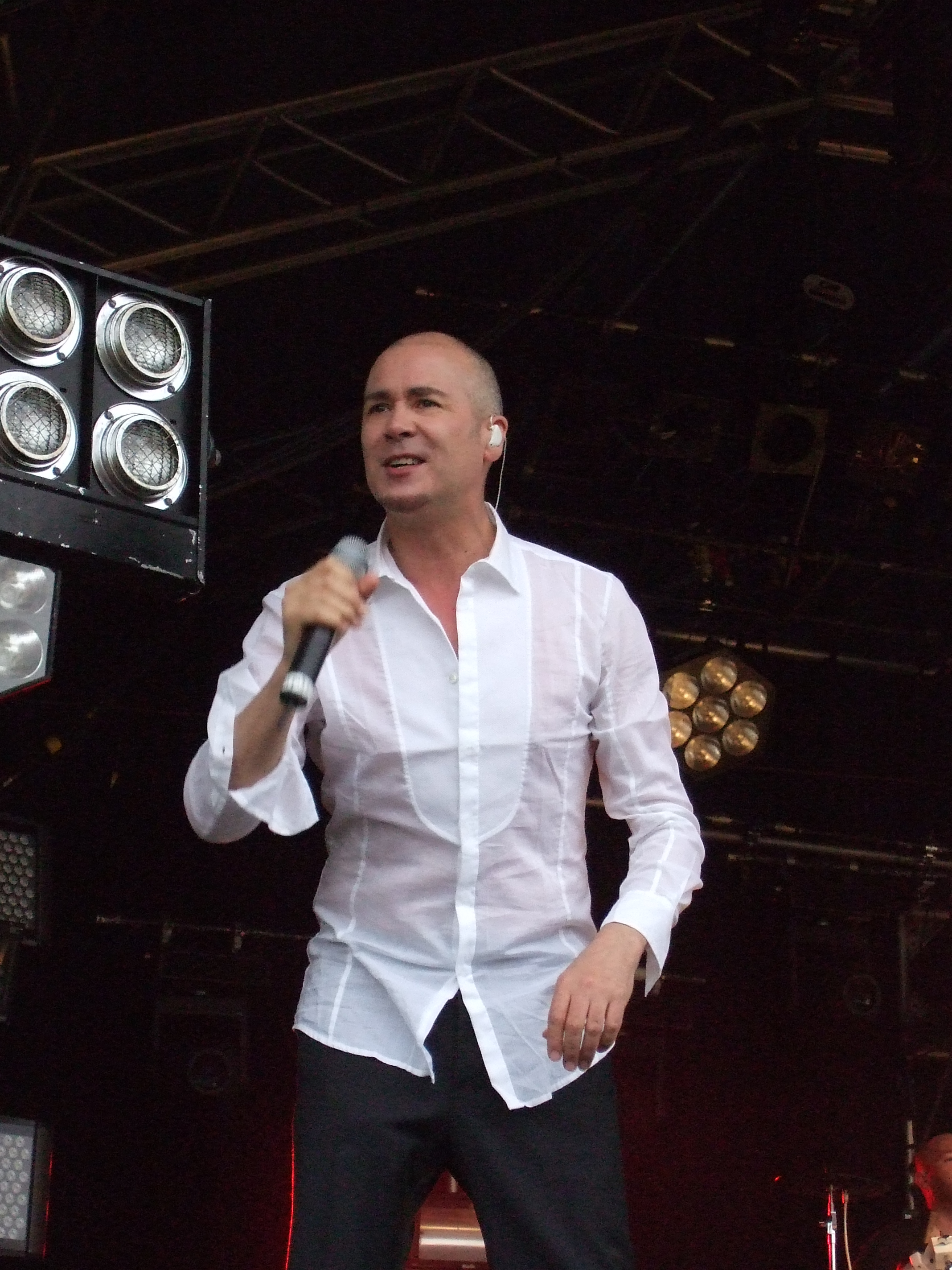
Philip_Oakey_2009

La entrada de Oakey en la música en 1977 fue completamente accidental. Había comprado un saxofón, pero desistió de intentar aprender a tocarlo y no tenía ninguna aspiración de formar parte de un grupo de pop.
En Sheffield en 1977, un amigo de la escuela de Oakey, Martyn Ware, junto con Ian Craig Marsh y Adi Newton habían formado una banda llamada The Future. Formaban parte de un género musical emergente que utilizaba sintetizadores analógicos en lugar de instrumentos tradicionales, que más tarde recibiría el nombre de  synth-pop. Aunque habían grabado varias cintas de demostración, permanecieron sin firmar. Newton dejó la banda después de que las compañías discográficas los rechazaran. Ware decidió que The Future necesitaba un cantante principal para reemplazar a Newton. Su primera opción, Glenn Gregory, no estaba disponible. Así es que Ware sugirió a su antiguo amigo de la escuela, Philip Oakey. Aunque Oakey no tenía experiencia musical, era  conocido en la escena social de Sheffield, principalmente por su ecléctico sentido del vestir y su motocicleta clásica. Ware fue a visitar a Oakey para pedirle que se uniera a The Future; no encontrándolo en su casa, le dejó una nota pidiéndole que se uniera al proyecto musical. Oakey aceptó y se unió a la banda a mediados de 1977.

## Carrera en Human League

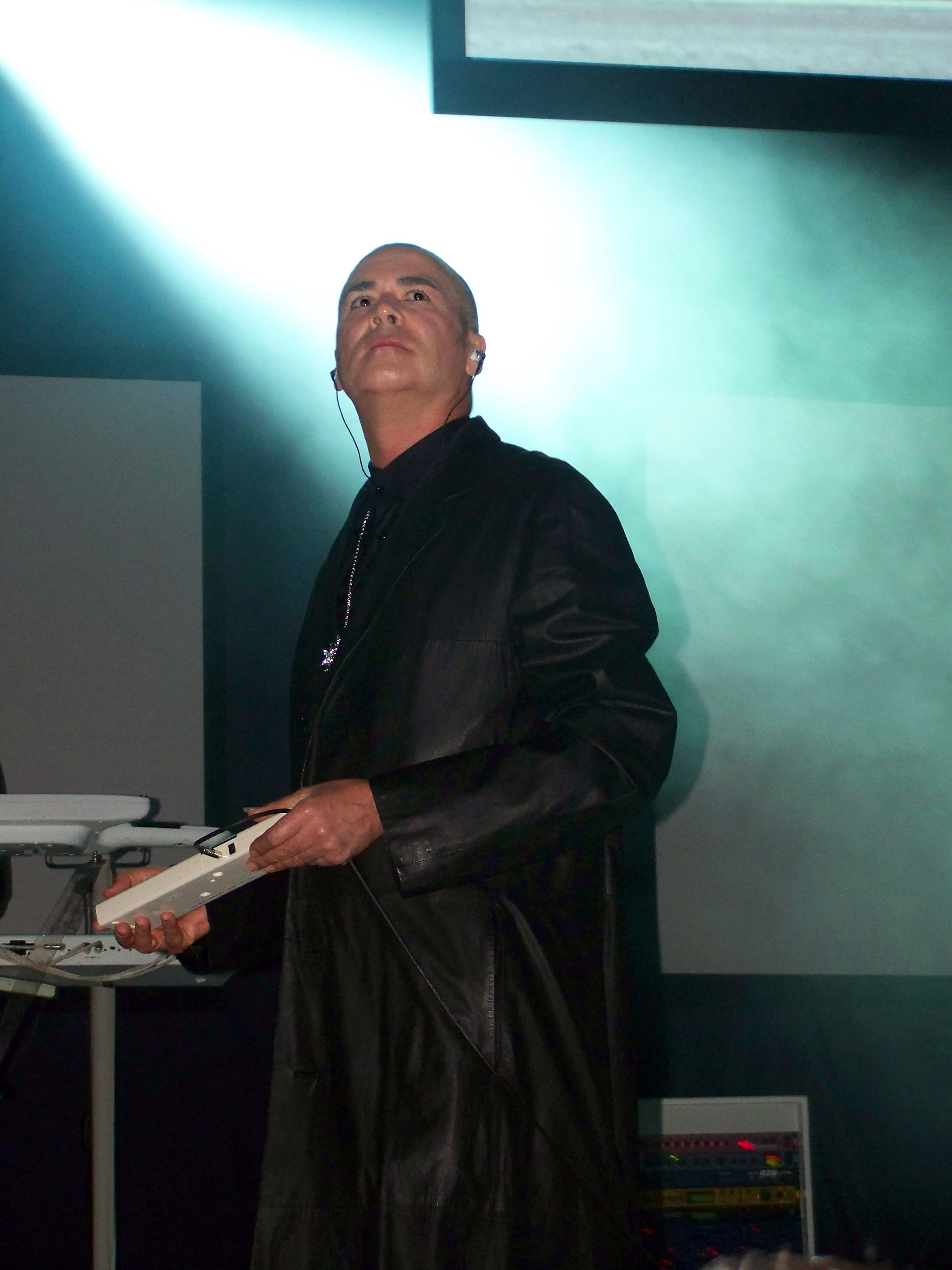
Philip_Oakey_2007_St_Albans

A finales de 1977, The Future cambió su nombre a The Human League, que   deriva del juego Starforce: Alpha Centauri. La nueva banda tocó su primer concierto en vivo en Psalter Lane Arts College en junio de 1978 y firmó con Fast Records . Los primeros Human League tenían reputación de ser artísticos y tuvieron muy poco éxito comercial, lanzando dos sencillos, "Being Boiled" y " Empire State Human", con letras escritas por Oakey. Eventualmente lanzarían dos álbumes, Reproduction (1979) y Travelogue (1980), ambos grabados en el estudio Monumental Pictures de la banda. La reproducción no llegó a las listas, pero después de una aparición improvisada en Top of the Pops en mayo de 1980, Travelogue entró en la lista de álbumes del Reino Unido y alcanzó el puesto 16. A pesar de esto, la banda todavía no tenía singles de éxito y, perseguida por la falta de éxito comercial, la relación de trabajo de Oakey y Ware se volvió cada vez más tensa. En octubre de 1980, en vísperas de una gira europea, llegó al punto de ruptura y Ware salió llevándose a Marsh con él. A Oakey y al director de visuales Adrian Wright se les permitió conservar el nombre de la banda, pero serían responsables de todas las deudas de la banda y del compromiso de la gira. Ware y Marsh pronto reclutaron a Glenn Gregory y se convirtieron en Heaven 17.
Enfrentando la ruina financiera y con los promotores de la gira amenazando con demandarlo, Oakey tenía menos de una semana para formar una nueva banda. En un movimiento no planificado, Oakey fue a una discoteca en el centro de la ciudad de Sheffield llamada The Crazy Daisy (posteriormente, The Geisha Bar, ahora una hilera de tiendas) y reclutó a dos adolescentes totalmente desconocidas que vio bailar allí: Susan Ann Sulley y Joanne Catherall. Por suerte eran fanáticas de The Human League y reconocieron a Oakey, quien ahora llama a esta la mejor decisión de su carrera, ya que las chicas serían fundamentales en el futuro éxito de la banda. Convirtiéndose en socios comerciales de Oakey en la actualidad.
Después de la gira, la banda tuvo su primer éxito en el Top 20 del Reino Unido, "The Sound of the Crowd ", en abril de 1981. Ahora, con la incorporación de Jo Callis e Ian Burden, la banda se convirtió en un grupo de seis, lanzaron el single "Love Action (I Believe In Love)" que se convirtió en un Top 3 en el Reino Unido. A esto le siguió "Open Your Heart ", que se convirtió en otro Top 10. Poco después lanzaron el álbum  Dare, gran parte escrito por Oakey. Dare pronto se convertiría en número uno en el Reino Unido y alcanzaría el estatus de multiplatino. A finales de 1981, el cuarto y último sencillo del álbum, " Don't You Want Me ", le dio a la banda su primer número uno y vendió más de 1,5 millones en el Reino Unido, permaneciendo en este puesto durante cinco semanas. Al año siguiente, encabezó las listas en los EE. UU. vendiendo otro millón de copias. A fines de 1981/82, Oakey y la Human League serían famosos en todo el mundo.
Oakey tuvo una relación con Catherall y, más tarde, con Sulley. Él y Catherall duraron varios años; la pareja sigue siendo amigos actualmente.
El resto de la década de 1980 vio cómo el éxito de la banda alcanzaba su punto máximo y su caída, que llegaría con el lanzamiento del álbum Hysteria en 1984 con un rendimiento bajo. En 1986, Oakey aceptó una oferta para trabajar con los productores estadounidenses Jimmy Jam y Terry Lewis, lo que resultó en el lanzamiento del álbum Crash y el sencillo "Human", que se convirtió en otro éxito internacional y alcanzó el número uno en los Estados Unidos. Sin embargo, en 1987, la banda había perdido a la mayoría de sus miembros dejando solo a Oakey, Sulley y Catherall. En 1989, Oakey convenció al Ayuntamiento de Sheffield de que invirtiera en un proyecto de desarrollo comercial para la construcción de Human League Studios en Sheffield, un estudio dedicado para la banda de Oakey y una empresa comercial.
El álbum Romántic? de 1990 tuvo un rendimiento comercial inferior, alcanzando el puesto 24 en el Reino Unido. Debido al escaso éxito, Virgin Records, en 1992, canceló el contrato de grabación con la banda. Esto tuvo un efecto devastador, lo que provocó que Oakey buscara asesoramiento para la depresión y Sulley sufriera un colapso. Oakey recordó en 1995: "Vimos a Romantic? desaparecer sin dejar rastro. Se fue, se fue al pasado con todo lo que esperabas. […] En ese momento, creo, tuve un ataque de nervios de bajo grado". Los problemas emocionales de la pareja casi causaron la ruptura de la banda. Gracias principalmente a los esfuerzos de Catherall, en 1993 Oakey y Sulley se habían recuperado y la banda estaba de nuevo en pie. Firmaron con East West Records, lo que resultó en el lanzamiento del álbum de oro Octopus en 1995 y los exitosos sencillos "Tell Me When" y "One Man in My Heart".
Otro cambio de sello discográfico vio el lanzamiento del álbum Secrets aclamado por la crítica en 2001. Secrets no se vendió porque el sello discográfico entró en suspensión de pagos, reduciendo la promoción. Después del fracaso de un proyecto en el que había dedicado tanto tiempo y trabajo, Oakey perdió la fe en la industria discográfica y cambió el enfoque de la banda hacia un trabajo en vivo más lucrativo. Entre 2002 y la actualidad, han realizado giras con regularidad, ya sea por su cuenta o como invitados en festivales. Han tocado en eventos prestigiosos como el V Festival, Festival Internacional de Benicàssim y ante 18.000 aficionados en el Hollywood Bowl de Los Ángeles en 2006.
En 2011, la banda lanzó un nuevo álbum, Credo . Aunque no tuvo éxito comercial, la banda continúa haciendo giras con regularidad.

## Carrera solista y colaborativa

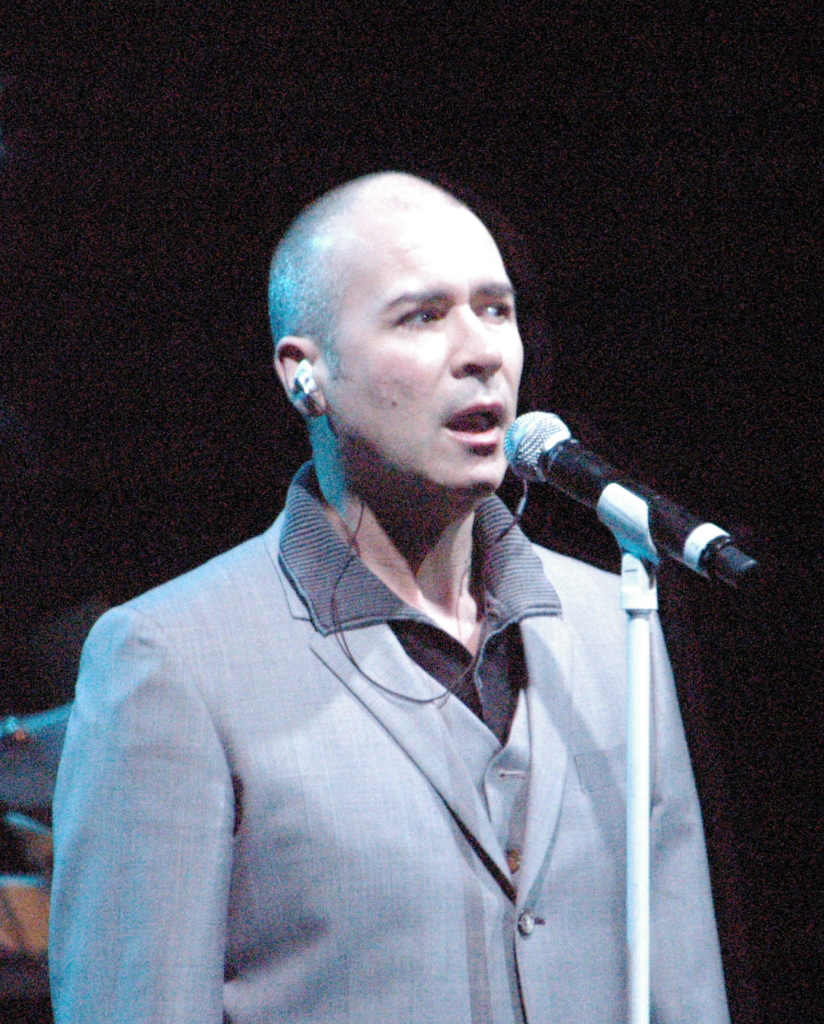
Philip_Oakey1

Oakey ha trabajado por su cuenta y también con otros artistas y productores. Su primera colaboración fue la producción del sencillo en español "Amor Secreto" de Nick Fury en 1983, para el que también tocaba sintetizador junto con Jo Callis .
Su colaboración de más alto perfil y de mayor éxito comercial fue con el productor Giorgio Moroder. En 1984 proporcionaron el tema musical "Together in Electric Dreams" de la película Electric Dreams. Cuando más tarde se lanzó como single, se convertiría en un éxito internacional. La canción se convirtió en un éxito más grande que algunos de los sencillos de la Human League de Oakey del mismo período.
En 1985, Oakey y Moroder lanzaron el álbum conjunto Philip Oakey & Giorgio Moroder que generó el lanzamiento de dos sencillos más, "Be My Lover Now" y "Good-Bye Bad Times", lanzados tanto en el Reino Unido como en los Estados Unidos. Estos sencillos no tuvieron tanto éxito como "Together in Electric Dreams" y la asociación Oakey / Moroder terminó de manera efectiva.
En 1990, Oakey ofreció su voz  para "What Comes After Goodbye ", el único lanzamiento de la efímera banda de baile de Sheffield, Respect. En 1991, Oakey estuvo involucrado con Vic Reeves en la pista "Black Night", que es una versión de Deep Purple . En 1999, prestó su voz para el single "1st Man in Space" de la banda de Sheffield All Seeing I; la canción fue escrita por Jarvis Cocker. En 2003, proporcionó la voz para la banda de Sheffield Kings Have Long Arms en el sencillo "Rock and Roll is Dead". En 2003 trabajó con el productor DJ Alex Gold y lanzaron el single de trance "LA Today". En 2008, Oakey trabajó con Hiem, una banda encabezada por David "Bozz" Boswell, exvocalista de All Seeing I, en la canción "2 am".
A principios de 2009, Oakey colaboró con los Pet Shop Boys en su décimo álbum de estudio Yes, proporcionando voces para la canción extra del disco "This Used to Be the Future". También en 2009, Oakey colaboró con la artista británica de synthpop Little Boots en su primer álbum Hands, grabando la pista a dúo "Symmetry".

## Estilo de moda
A lo largo de su carrera y en su vida personal, Oakey ha vestido con extravagancia y ha sido un creador de tendencias de moda. Su extravagante sentido del vestir y su peinado original lo convertirían en una figura icónica de la escena musical de principios de los 80.
Antes de 1977, durante la era del punk rock, Oakey adoptó varios estilos; hubo un tiempo en el que se cortó al rape, luego se llevó el pelo hasta el cuello y una vez apareció en un club con un cable de alimentación doméstico como collar. También usualmente usaba cueros de bicicleta y montaba una motocicleta Norton clásica. Ware, que buscaba el éxito comercial, reconoció que la mitad de la batalla se ganó "porque Oakey ya parecía una estrella del pop".
Poco después de que The Future se transformara en la Human League, Oakey quería una apariencia que lo hiciera destacar entre otros cantantes principales. Después de ver a una chica en un autobús de Sheffield con un peinado de Veronica Lake, Oakey se inspiró para adoptar un extraño peinado geométrico torcido, hasta los hombros en un lado y corto en el otro. Entre 1978 y 1979 con su peinado único, mantuvo un estilo de vestir masculino y en un momento lució una barba completa.
En 1979, inspirado en el estilo glam rock de los años 70 de Brian Eno, Oakey comenzó a maquillarse. Su estilo se volvió cada vez más femenino, incluido el uso de lápiz labial rojo brillante.
En 1981, el estilo característico de Oakey estaba completo. Además del maquillaje, Oakey había comenzado a usar ropa andrógina. La incorporación de las niñas adolescentes de la escuela Susan Ann Sulley y Joanne Catherall como vocalistas de la banda complementó su aspecto. A veces, los tres usaban el mismo delineador de ojos y lápiz labial. Oakey y Catherall, que iban a entablar una relación entre ellos, a menudo se veían y vestían de manera casi idéntica.
Los medios comentaban y bromeaban regularmente sobre su estilo. Oakey empujó su estilo más allá y comenzó a usar zapatos de tacón alto. Ya se había perforado las orejas y llevaba pendientes de diamantes. Con ganas de sorprender, en uno de los carteles de The Human League en 1981, Oakey posó sin camisa, mostrando pezones perforados unidos por una cadena de oro. Oakey dice de su estilo de principios de la década de 1980: "Deliberadamente usé ropa que tanto hombres como mujeres podían usar. Pero no creo que alguna vez me pareciera realmente a una mujer. Y nunca usé ropa muy masculina".
No fue solo una mirada al escenario,  Oakey andaba abiertamente en público con el maquillaje completo, vestido con su estilo ecléctico:  "Sheffield fue tan tolerante", afirmó, "que nadie pestañeó jamás".
En 1983, Oakey quería cambiar su aspecto andrógino. Adoptó una imagen más viril, con el pelo hasta el cuello y la "barba de diseñador".
Para el álbum Crash de 1986, Oakey adoptó un estilo más suave de ropa de diseñador y una apariencia cuidada que, según él, se inspiró en el personaje de Sean Young, Rachael, de la película Blade Runner.
En 1990, The Human League había comenzado a declinar ¿Por su Romántic? En su álbum, Oakey usó mezclilla, cuero y volvió a adoptar su peinado ladeado de 1981 en una rebelión contra "el look de modelo masculino de Crash". La banda pasó por tiempos oscuros y el estilo se abandonó rápidamente.
Cuando la banda regresó en 1995, Oakey, de 40 años, reapareció con ropa de diseñador y un corte de cabello suave, corto y prolijo.
En 1999, después de comenzar a desarrollar la calvicie de patrón masculino, Oakey adoptó un peinado de corte 'número dos' completo. Este es el estilo que usa hoy.
Oakey ahora generalmente usa un simple traje de Armani en el escenario. Tiene un piercing del príncipe Alberto, del cual en 2007 comentó: "Sí, tengo un anillo Príncipe Alberto. Me lo hice hace unos seis años. No me dolió mucho (…) ¡cuando me pinché la oreja me dolió más!".

## The Human League
Philip Oakey nació en Hinckley, Leicestershire, Inglaterra. En 1977, sin saber música, fue reclutado por Martyn Ware y Ian Craig Marsh después de que Adi Newton dejara el trío llamado The Future, banda que se caracterizaba por usar sólo sintetizadores analógicos. De este modo, Philip Oakey se hizo cargo de las voces del grupo a mediados de 1977.
A fines de ese mismo año decidieron cambiar su nombre para llamarse The Human League. Desde ese momento, la banda ha sufrido múltiples cambios de formación, de hecho los fundadores Ware y Marsh se fueron en 1980. No obstante, Oakey siempre se mantuvo al frente del grupo hasta el día de hoy.
The Human League es considerada una de las bandas pioneras en el uso de sintetizadores y cuenta con varios clásicos como "Human", "Heart Like a Wheel" y algunos fueron coescritos por Oakey como "Don't You Want Me" y (Keep Feeling) "Fascination".

## Colaboraciones
En 1984, se unió al ícono de la música disco Giorgio Moroder para realizar un álbum. De allí se destaca la canción "Together in Electric Dreams", que fue incluida en los shows de The Human League.

## Discografía
Álbumes de estudio: 
- Philip Oakey y Giorgio Moroder (1985) con The Human League

- Reproduction (1979)
- Travelogue (1980)
- Dare (1981)
- Hysteria (1984)
- Crash (1986)
- Romántic? (1990)
- Octopus (1995)
- Secrets (2001)
- Credo (2011)

## Individual
- "Together in Electric Dreams" con Giorgio Moroder (1984)
- "Good-Bye Bad Times" con Giorgio Moroder (1985)
- "Be My Lover Now" con Giorgio Moroder (1985)
- "What Comes After Goodbye" con respeto (1990)
- "1st Man in Space" con All Seeing I (1999)
- "Rock and Roll is Dead" con Kings Have Long Arms (2003)
- " LA Today " con Alex Gold (2003)

## Cine y television
- 1990: The Weekenders (serie de TV) (D. Vic Reeves ) - interpretó a sí mismo
- 1999: Hunting Venus (Buffalo Films, D. Martin Clunes ) - interpretó a sí mismo
- 2010: Top Gear 15x01 - aparición especial ( 'Informe de tres ruedas' de Jeremy Clarkson )

## Premios
1982: Premios BRIT - (como The Human League) 'Mejor acto revelación británico' 
2004: Q Awards - (como The Human League) 'Premio Q a la innovación en sonido' 
Nominado al premio Grammy en 1982 a Mejor Artista Nuevo (como The Human League)